# Marc Levin (Musiker)
Marc Levin (* 1942) ist ein amerikanischer Psychologie, der zunächst als Jazzmusiker (Trompete, Flügelhorn, Flöte, Komposition) bekannt wurde.

## Leben und Wirken
Levin lernte in der Highschool Trompete; von 1956 bis 1958 unterrichtete ihn Allan Jacobs, der ihm dann vorschlug, sich bei William Vacchiano weiterzubilden (tatsächlich unterrichtete ihn dessen Assistent, John Ware). 1963 schloss er sein Psychologiestudium an der Rutgers University mit einem Bachelor ab; dann war er als Psychologie für das Sozialamt in New Jersey tätig.
1966 gehörte Levin (neben Robin Kenyatta und Bob Pozar) zum Ensemble von Bill Dixon. Dieser produzierte auch Levins Debütalbum The Dragon Suite (1968). Er arbeitete dann mit Perry Robinson, Alan Silva und Leroy Jenkins. Nachdem er seit 1968 Erfahrungen in der Drogentherapie gesammelt hatte, absolvierte er 1971 sein Psychologie-Masterstudium an der New School in New York.
1973 zog er nach Dänemark, wo er bis heute lebt und in verschiedenen Positionen arbeitete. Nebenberuflich war er zunächst weiterhin als Jazzmusiker tätig und veröffentlichte mehrere Alben. 1975 tourte er mit Mal Waldron in Deutschland; er spielte auch mit Gunter Hampel.
Ab 1980 konzentrierte Levin sich zunehmend auf die Tätigkeit als Psychologe und arbeitete mit Hypnotherapie, aber auch mit NLP. Außerdem komponierte er für therapeutische Zwecke. 2004/05 war er Chefpsychologe bei der Organisation RCT-Mobil, die die dezentrale Behandlung traumatisierter Flüchtlinge in Dänemark initiierte. Ab 2007 unterrichtete er an der Struer Musikskolen. Zwischen 2014 und 2018 war er als Berater in Malaysia tätig.

## Diskographische Hinweise
- The Dragon Suite (Savoy Records 1968, mit Jonas Gwangwa, Calo Scott, Cecil McBee, Frank Clayton)
- Marc Levin Ensemble: Songs, Dances, and Prayers (Sweet Dragon 1973, mit Brian Ross, Tom Moore, Jay Clayton, Calo Scott, Frank Clayton, Billy Hart, Khalil Balakrishna)
- Social Studies (Enja 1975, mit Seppo Paakkunainen, Carita Holmström, Teppo Auta-aho, Reino Laine)
- Abbey Rader/Marc Levin: Songs of Street and Spirit (Sweet Dragon 1982)